# Uniwersalny synchroniczny i asynchroniczny nadajnik-odbiornik
Uniwersalny synchroniczny i asynchroniczny nadajnik-odbiornik, USART (od ang. universal synchronous asynchronous receiver-transmitter) – uniwersalny port w mikrokontrolerach, mogący pracować w trybie transmisji synchronicznej i asynchronicznej. 
Jak wskazuje nazwa, możliwa jest praca synchroniczna (kolejne bity są przesyłane w takt zegara  sterującego transmisją) oraz asynchroniczna, kiedy odbiornik wykrywa początek ramki transmisyjnej, a następnie próbkuje sygnał wejściowy przez ustalony przez obie strony czas trwania bitu.